# Cilindre O'Neill

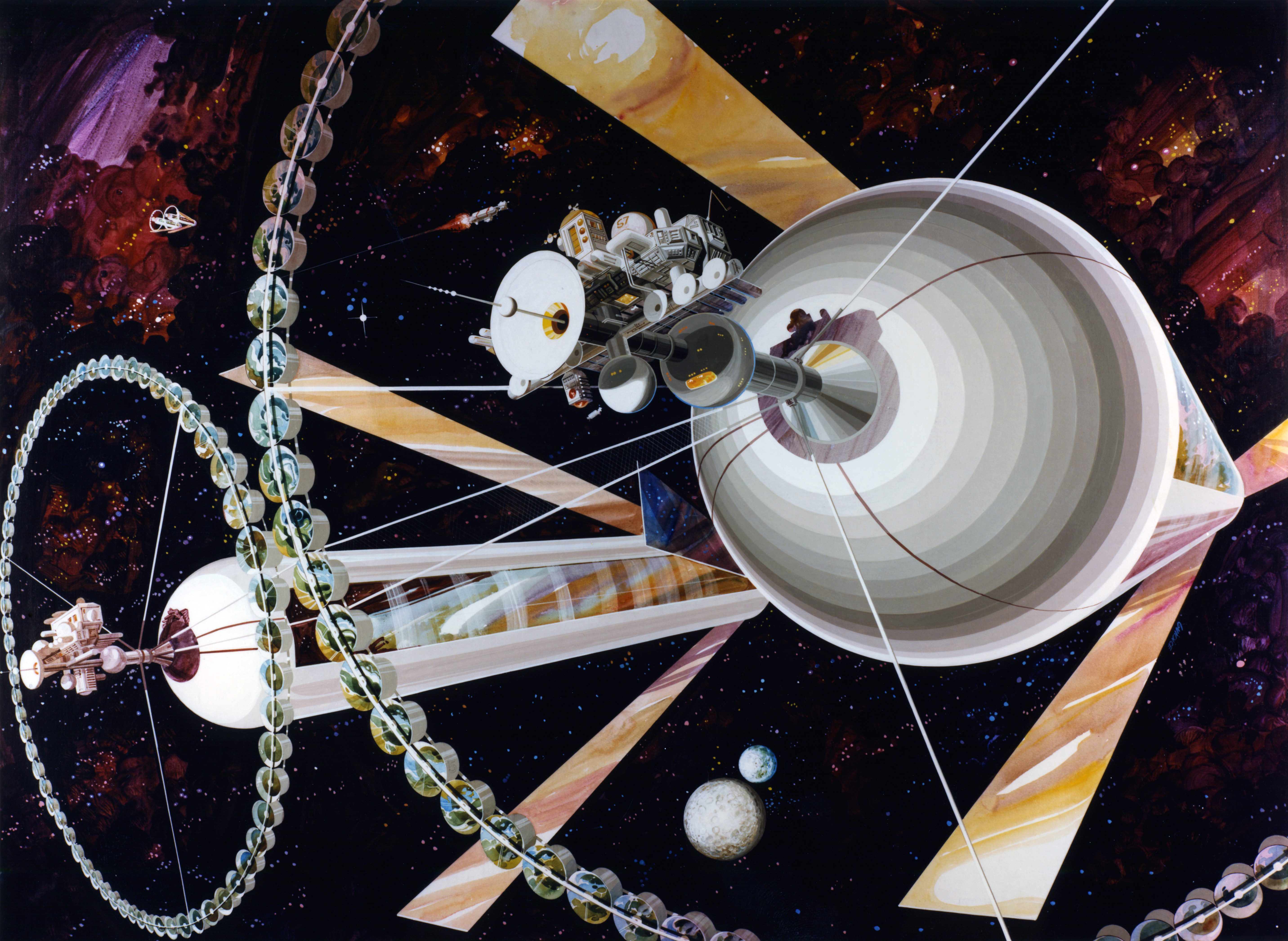
Pintura artística d'un parell de cilindres O'Neill

El cilindre O'Neill, també anomenat Illa 3, és un disseny d'hàbitat espacial proposat pel físic nord-americà Gerard K. O'Neill en el seu llibre de l'any 1976 The High Frontier: Human Colonies in Space” (L'alta frontera: Colònies humanes a l'espai).
O'Neill va proposar la colonització de l'espai per al segle XXI mitjançant l'ús de materials extrets de la Lluna i més tard dels asteroides.
Un cilindre O'Neill consistiria en dos grans cilindres de rotació oposada, amb dimensions de 3,2 km de radi i 32 km de llarg, connectats en cada extrem per una barra mitjançant un sistema de coixinets. Girarien a fi de proporcionar una gravetat artificial mitjançant la força centrífuga en les seves superfícies interiors i estarien condicionades com un mitjà de vegetació natural amb arbres, herbes, rierols i llacs i seria el lloc on es desenvoluparia tota l'activitat.
A més existiria un anell exterior per a l'agricultura de 15 km de radi, el qual giraria a una velocitat diferent per a l'agricultura. La zona industrial i la fabricació estaria localitzada en eix del cilindre, darrere de l'assemblea de antena parabòlica. En aquesta zona la gravetat seria reduïda al mínim, cosa a tenir en compte en alguns processos de la fabricació.

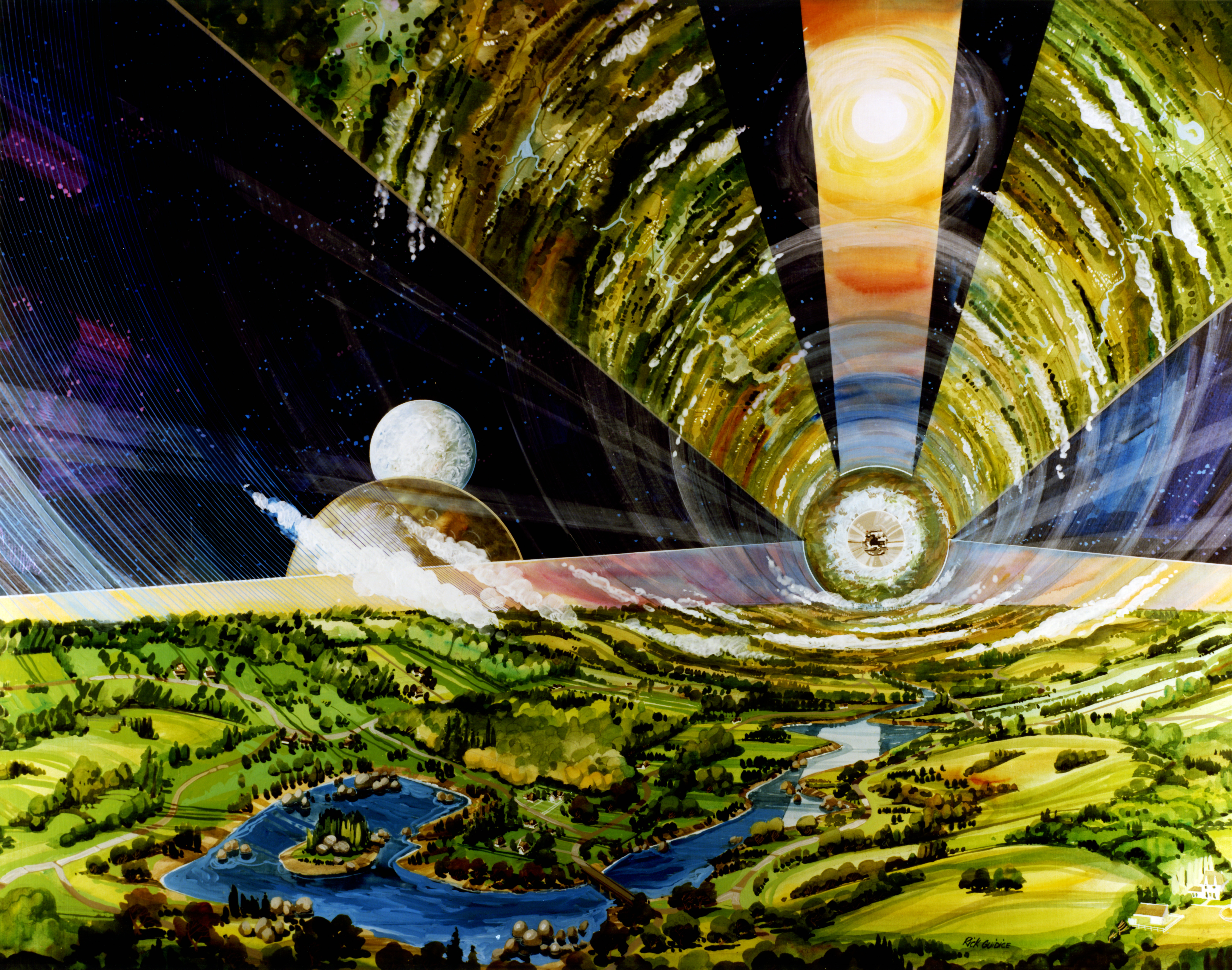
Vista interior,mostrant que alternen franges de terres i de finestres

## Antecedents
Mentre ensenyava física de pregrau a la Universitat de Princeton, O'Neill va posar els seus estudiants la tasca de dissenyar grans estructures en l'espai, amb la intenció de mostrar que viure en l'espai podria ser desitjable. Diverses de les arquitectures van ser capaços de proporcionar àrees prou grans per ser adequat per a l'assentament humà. Aquest resultat cooperatiu inspirar la idea del cilindre, i va ser publicat per primera vegada per O'Neill en un article de Physics Today, al setembre de 1974. El Projecte O'Neill no manca de precedents. El 1954, el científic alemany Hermann Oberth va descriure l'ús de gegantins cilindres habitables per als viatges espacials en el seu llibre Menschen im Weltraum - Neue Projekte für Raketen-und Raumfahrt (en català es tradueix com a: Gent a l'Espai - Els nous projectes de coets i Tecnologia Aeroespacial).

### Illes 1, 2 i 3
O'Neill va crear tres dissenys de referència, conegudes com a "illes":

#### Illa 1
L'Illa 1 és una esfera que giraria sobre un eix i faria una milla de circumferència (512,27 metres de diàmetre). La gent viuria sobre la regió equatorial, on es produiria una gravetat normal, (vegeu Esfera Bernal).

#### Illa 2
L'Illa 2, dissenyada amb forma toroïdal, és també coneguda com a Stanford Torus, seria una versió alternativa desenvolupada de l'Illa 1, en un estudi de la NASA/Ames a través de la Universitat Stanford; on seria esfèrica i també faria 1.600 m de diàmetre.

#### Illa 3

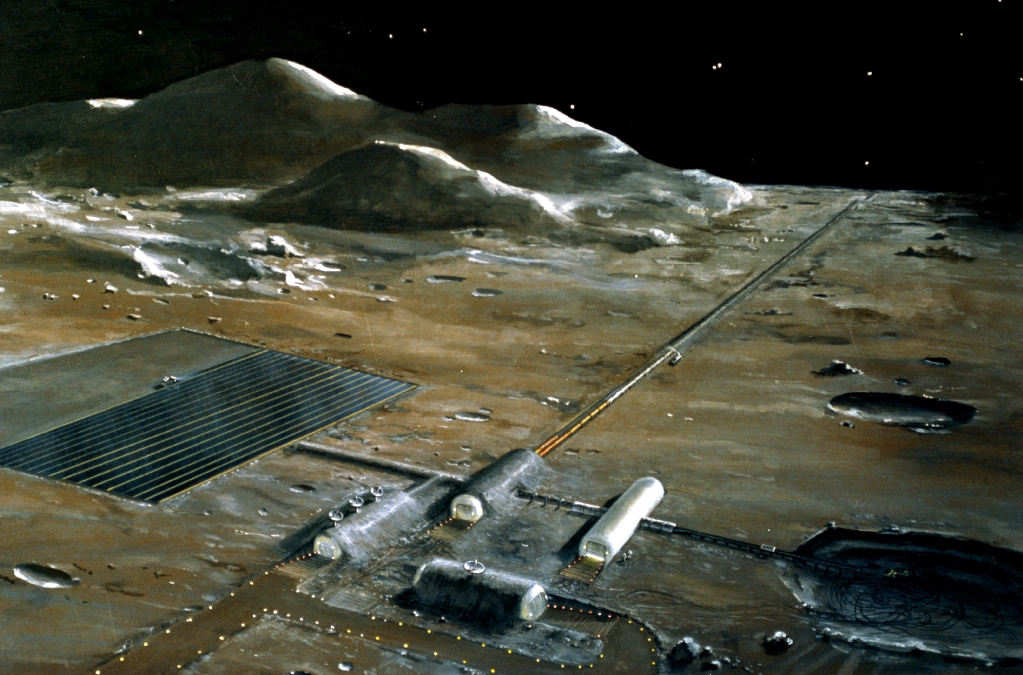
Un concepte de base lunar de la NASA amb un conductor de massa (la llarga estructura que s'estén cap a l'horitzó que és una part del pla de construcció dels Cilindres O'Neill)

El disseny de l'Illa 3, més conegut com a Cilindre O'Neill, es compon de dos cilindres que giren en sentit contrari, de 3,2 km de radi, i uns 32 km de longitud. Cada cilindre té sis franges d'igual àrea que corren al llarg del cilindre, tres són les finestres transparents, tres són les superfícies habitables "de la terra". A més, un anell exterior agrícola, a 16 km de radi, gira a una velocitat diferent per donar suport l'agricultura. Bloc de la fabricació industrial de l'hàbitat es troba al centre, per permetre la gravetat minimitzada per alguns processos de fabricació.
Per estalviar l'immens cost dels coets dels materials de la Terra, aquests hàbitats es construirien a partir de materials llançats a l'espai des de la Lluna amb catapultes electromagnètiques.

## Disseny

### Gravetat artificial

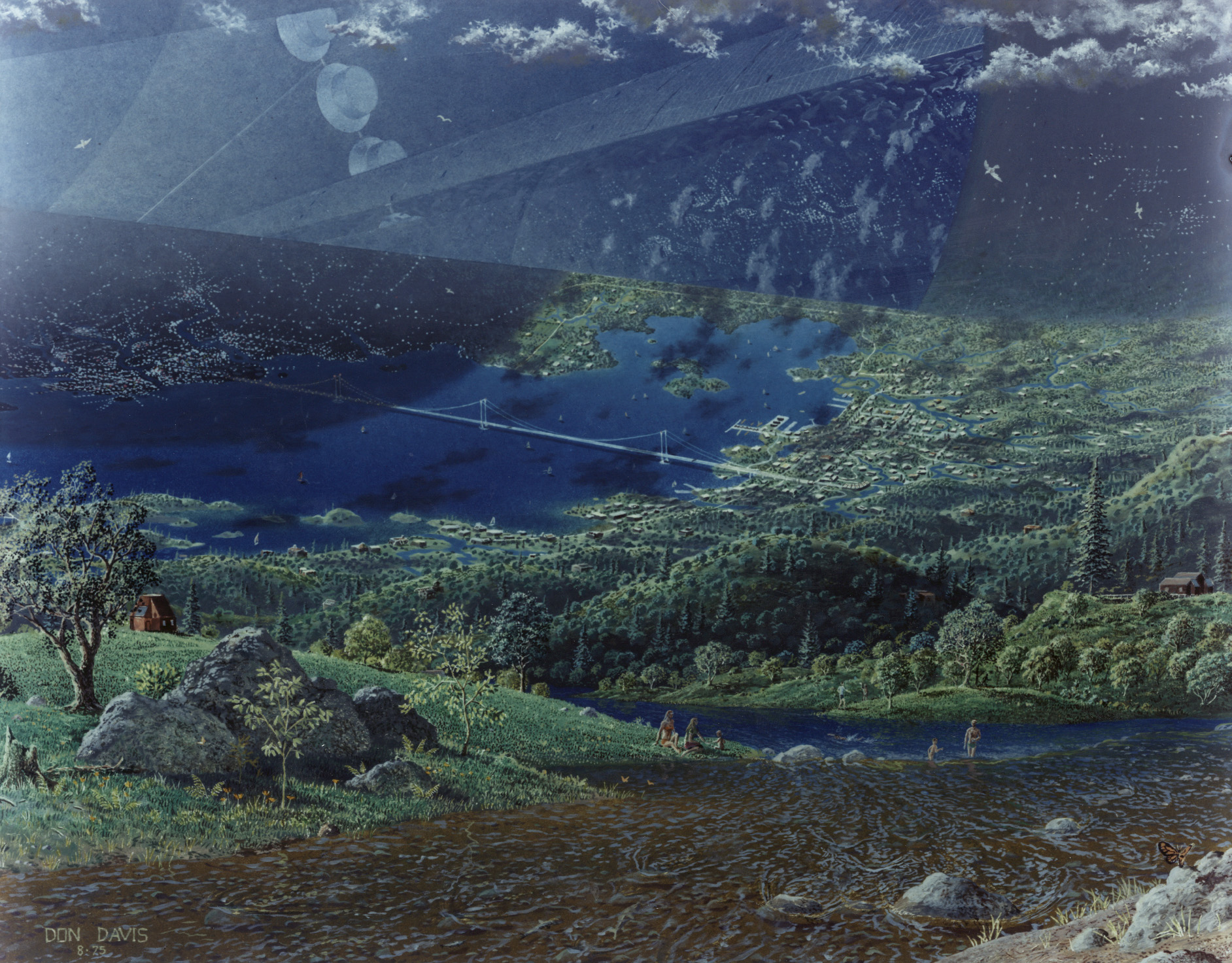
Impressió artística de l'interior d'un cilindre O'Neill, que mostra la curvatura de la superfície interior

La rotació dels cilindres proporcionarien gravetat artificial en la seva superfície interna. A causa de la seva gran grandària, els hàbitats girarien al voltant d'una vegada per minut per produir la gravetat estàndard de la Terra. La NASA va dur a terme experiments en la rotació de marcs de referència,
els quals indiquen que gairebé ningú tindria experiència de mareig a causa dels efectes Coriolis a l'interior de les orelles a causa d'aquesta baixa velocitat de rotació, encara que la gent seria capaç de detectar el sentit de rotació girant el cap. L'eix central de l'hàbitat seria una regió de gravetat zero i es preveia que seria possible disposar d'instal·lacions d'oci situades allí.

### Atmosfera i radiació
L'hàbitat contindria una pressió d'aire al voltant de la meitat del nivell del mar a la Terra. Això, a més de l'estalvi de gas, facilitaria la disminució del gruix necessari de les parets de l'hàbitat.

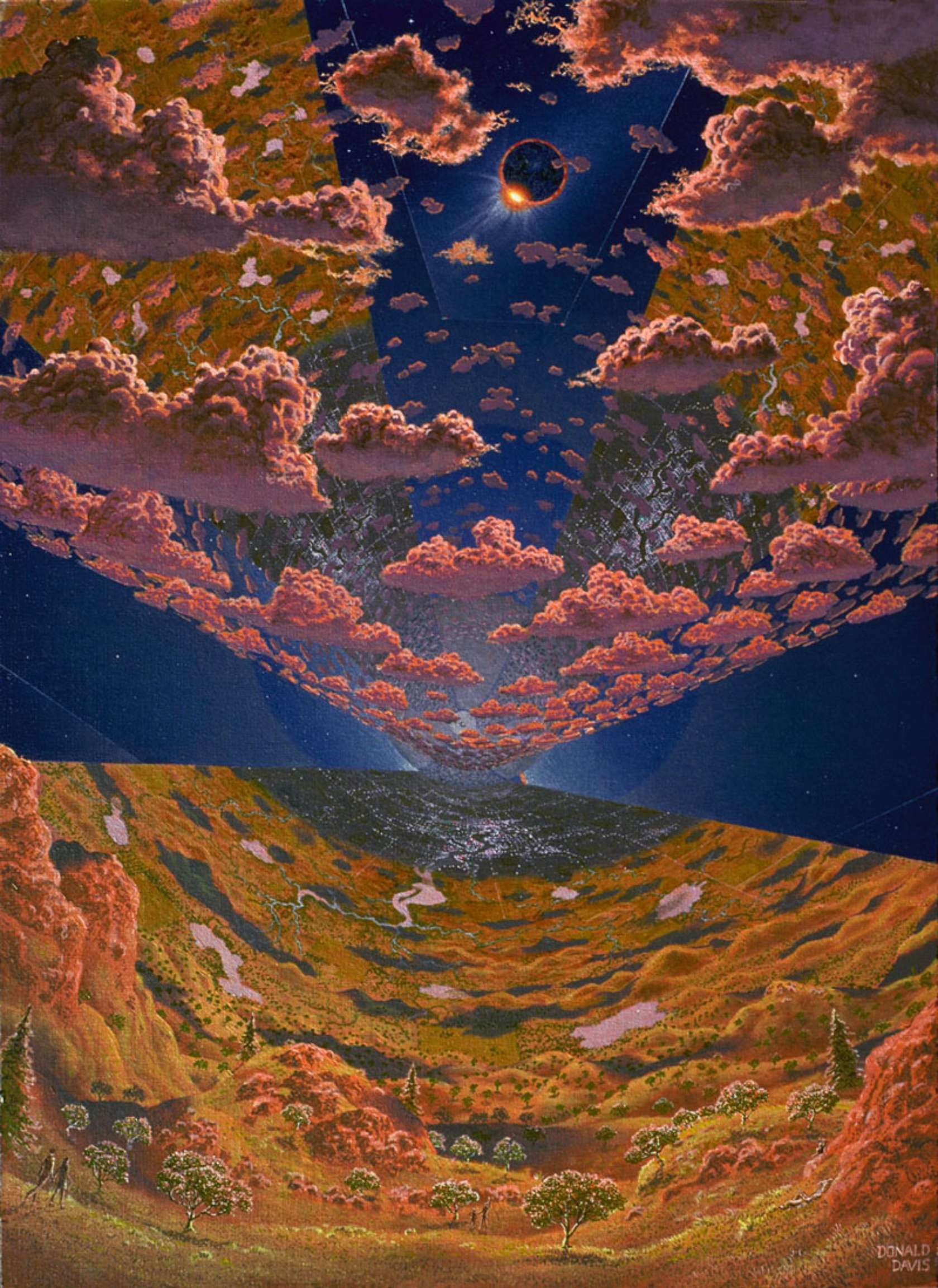
Representació artística de l'interior d'un cilindre O'Neill, il·luminat per la llum solar reflectida

En aquesta escala l'aire dins del cilindre i el casc del cilindre proporcionaria la protecció adequada contra els raigs còsmics. El volum intern d'un cilindre O'Neill seria prou gran per mantenir als seus propis petits sistemes meteorològics, que podrien ser manipulats mitjançant l'alteració de la composició de l'atmosfera interna o la quantitat de llum solar reflectida.

### La llum solar
Per permetre que la llum pugui entrar en l'hàbitat, el cilindre estaria dividit en sis franges iguals, de les quals tres serien finestres transparents i tres serien "sòl" habitable, intercalades entre si. Les grans finestres recorrerien la longitud del cilindre. No es tracta només de vidres, sinó que estarien formades per diferents seccions de considerable gruix amb la finalitat de ser capaç de manejar la pressió de l'atmosfera en l'hàbitat. De tant en tant un meteorit podria trencar un d'aquests panells, el que ocasionaria una pèrdua de l'atmosfera, però els càlculs mostren que això no causaria una situació d'emergència, ja que degut el gran volum d'aire existent dins de l'hàbitat, es necessitaria bastant temps fins a produir danys per descompressió.
Units al mateix costat de cada franja de finestres es trobarien uns braços de miralls el propòsit del qual és el de reflectir la llum solar a través de les finestres. Es podria ajustar-ne l'angle d'inclinació per reflectir la quantitat desitjada de llum solar cap a dins de la colònia i així simular el dia i la nit. La nit seria simulada mitjançant l'obertura dels miralls, deixant veure la finestra d'espai buit, la qual cosa també permetria radiar calor a l'espai. Durant el dia, el Sol es reflectiria amb el moviment dels miralls, creant una progressió natural dels angles dels seus raigs. Encara que no seria visible a simple vista, la imatge del Sol podria semblar que girés degut a la rotació del cilindre. Com acotació al marge, la llum reflectida dels miralls estaria polaritzada, el que podria confondre les abelles.

### El control d'orientació
Les colònies haurien d'existir en parells, un rotant en direcció contrària a l'altra, així la interacció gravitacional entre si contrarestaria els efectes giroscòpics. Ambdues colònies tindrien l'extrem apropiat apuntant cap al Sol, el que facilitaria la regulació de la llum reflectida pels miralls i serviria per situar una estació que emmagatzemi energia solar. O'Neill i els seus alumnes van treballar acuradament en un mètode de convertir contínuament la colònia 360 graus per òrbita sense usar coets (que llançaria massa de reacció).
Els hàbitats girarien en sentit contrari i servirien per cancel·lar l'efecte giroscòpic. També és convenient per poder controlar la direcció que apuntarien els hàbitats per mantenir correctament els miralls en angle cap al sol. El parell de cilindres s'haurien de sincronitzar la seva rotació i formar un pla perpendicular a l'òrbita amb els dos eixos de rotació, llavors el parell de cilindres es podrien orientar cap al Sol.

## Actualització de disseny i derivats
El 2014 es va suggerir un nou mètode de construcció que consistia a inflar una bossa i enganxar-la amb un carret (construït a partir de materials d'asteroides), com la construcció d'un recipient sota pressió embolicat en material compost.
El 1990 i el 2007 es va presentar un derivat de disseny més petit conegut com Kalpana One, que aborda l'efecte d'oscil·lació d'un cilindre giratori augmentant el diàmetre i escurçant la longitud. Els desafiaments logístics de protecció contra la radiació s'aborden construint l'estació en òrbita terrestre baixa i eliminant les finestres.

## Proposta
En un esdeveniment de Blue Origin a Washington el 9 de maig de 2019, Jeff Bezos va proposar construir colònies O'Neill en lloc de colonitzar altres planetes.

## Galeria d'imatges

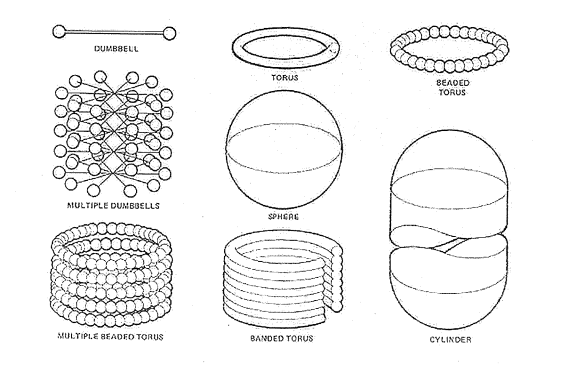
Un cilindre que creix a partir de boles interconnectades
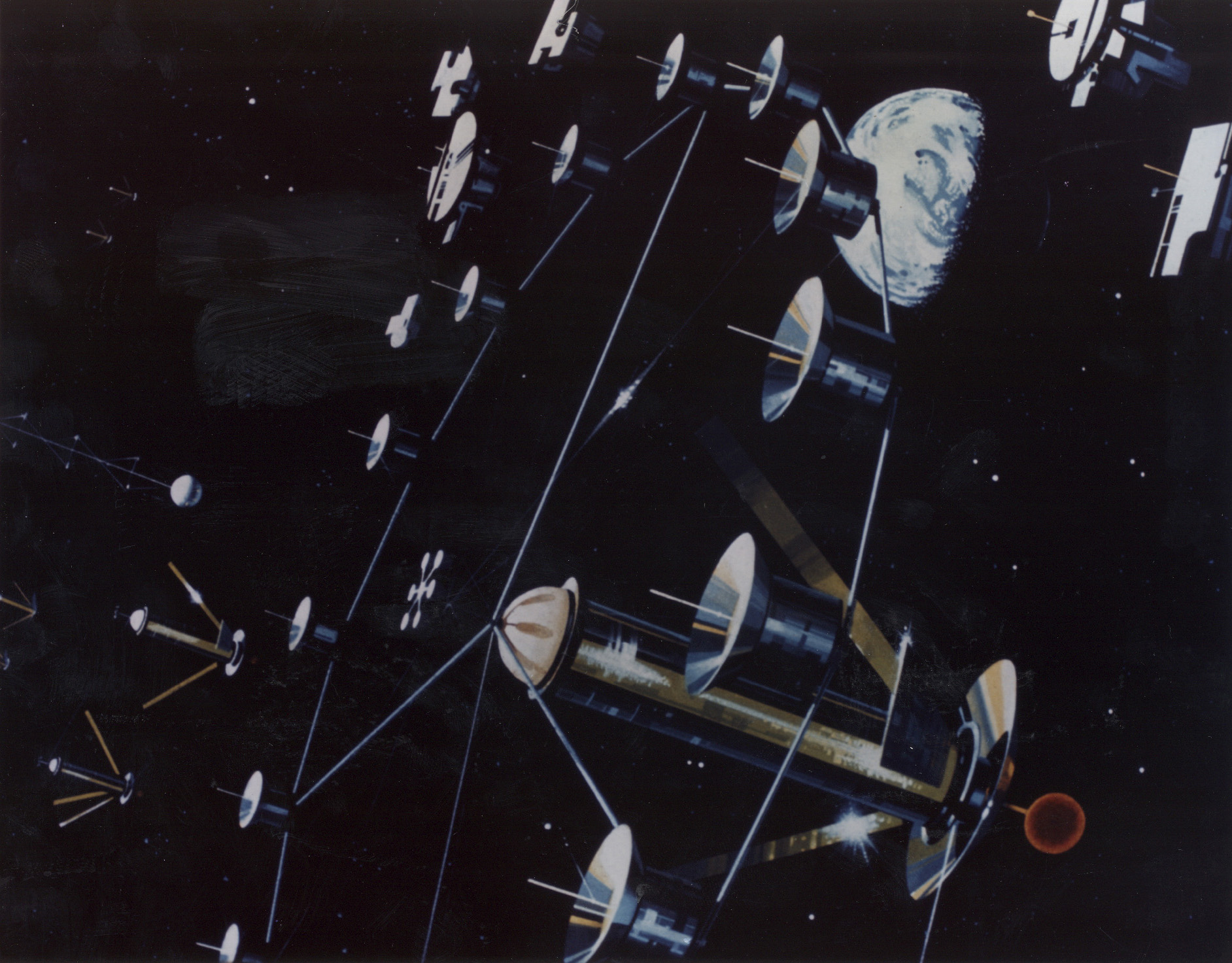
Una imatge conceptual de la NASA de múltiples cilindres d'hàbitat orientats cap al Sol